# 눈꽃 (2006년 드라마)

《눈꽃》은 2006년 11월 20일부터 2007년 1월 9일부터 방영된 SBS 월화드라마이다.

## 등장 인물
- 김희애 : 이강애 역
- 고아라 : 유다미 역
- 이재룡 : 유건희 역
- 이찬 : 하인찬 역
- 김기범 : 하영찬 역
- 김성준 : 박동우 역
- 안재환 : 민지섭 역
- 김보연 : 최정선 역
- 김영옥 : 강애 모 역
- 송석호 : 이만호 역
- 지성원 : 이신애 역
- 이건주 : 이신범 역
- 박지미 : 여진 역
- 김상원 : 닥터송 역

## 참고 사항
- 당초 2004년 10월 <왕초>의 담당 PD 장용우가 2005년 1월 방송을 목표로 제작에 들어갔을 때 이효리가 유다미 역으로 거론됐으나 원작자 김수현 작가의 반대로 제작이 무산됐다.[1]
- 그 후 2006년으로 방송 년도가 변경되었고, 하영찬 역은 당초 최강창민이 낙점됐으나 3집 활동 때문에 거절하여 김기범이 캐스팅됐다.[1]
- 대부분 배우들의 연기력 부족으로 인해[1] 한자릿수 시청률로 기대 이하의 성적에 그쳤다.
- 당초 2006년 11월 13일 시작할 예정이었지만 SBS가 특선영화 왕의 남자(11월 13일)와 축구중계(11월 14일)를 편성함에 따라[2] 같은 달 20일로 첫 방송일이 변경됐다.